# Diego Fourbet
Diego Fourbet (ur. 19 grudnia 2002) – francuski wspinacz sportowy specjalizujący się w prowadzeniu i boulderingu, mistrz igrzysk europejskich. Pochodzi z Argentière-la-Bessée.

## Wyniki
| Impreza                     | Rok  | Gospodarz | bouldering | prowadzenie |
| --------------------------- | ---- | --------- | ---------- | ----------- |
| Igrzyska europejskie        | 2023 | Tarnów    | —          | 01 !        |
| Mistrzostwa świata juniorów | 2017 | Innsbruck | —          | 24          |
| Mistrzostwa świata juniorów | 2021 | Woroneż   | —          | 4           |
| Mistrzostwa Europy juniorów | 2021 | Perm      | 18         | 6           |